# Heraltice
Heraltice är en köping i Tjeckien.   Den ligger i regionen Vysočina, i den centrala delen av landet, 130 km sydost om huvudstaden Prag. Heraltice ligger 560 meter över havet och antalet invånare är 365.
Terrängen runt Heraltice är varierad. Runt Heraltice är det ganska glesbefolkat, med 43 invånare per kvadratkilometer. Närmaste större samhälle är Třebíč, 11,1 km öster om Heraltice. I omgivningarna runt Heraltice växer i huvudsak blandskog.